# Нибелунги (фильм, 1967)
«Нибелунги» — немецкий художественный фильм, состоящий из двух частей: первая часть «Нибелунги: Зигфрид» (1966) и вторая часть «Нибелунги: Месть Кримхильды» (1967). Фильм интерпретирует средневековую Песнь о Нибелунгах в первую очередь, как романтическую любовную драму.

## Сюжет
Огромные сокровища Нибелунгов всегда влекли к себе королей и рыцарей. И лишь Зигфрид, убивший дракона, получил клад. Но счастья он не принес ни ему, ни его королевству.
Алчность королей из соседних земель приводит к гибели Зигфрида. Но Кримхильда, вдова Зигфрида, не оставит смерть любимого неотомщенной.
Ее новый супруг, Аттила, вождь гуннов, уничтожит врагов своей избранницы. Множество доблестных воинов не вернётся из этого боя... И много веков спустя, миннезиингеры будут петь песни о подвигах Зигфрида, проклятии Нибелунгов и мести Кримхильды.